# Pygopleurus basalis
Pygopleurus basalis es una especie de coleóptero de la familia Glaphyridae.

## Distribución geográfica
Habita en Irak, Irán y Turquía.